# Cyriax (Overath)
Cyriax ist ein Ortsteil von Overath im Rheinisch-Bergischen Kreis in Nordrhein-Westfalen, Deutschland.

## Lage und Beschreibung
Der Ortsteil Cyriax liegt südlich der Agger. Von Overaths Zentrum ist er über die Siegburger Straße (Bundesstraße 484) oder die Propsteistraße (Kreisstraße 25) und Pérenchiesstraße zu erreichen. Cyriax hat sich zum Schul-, Sport und Kulturzentrum entwickelt. Das Schulzentrum am Rande von Cyriax besuchen rund 1600 Schüler aus Overath und Umgebung. Es beherbergt die Sekundarschule Overath, die Bergische Realschule (in Auflösung) und das Paul-Klee-Gymnasium, dazu verschiedene Sportstätten und das Stadtarchiv. Das Zentrum bietet Platz für kulturelle Veranstaltungen und kleine Messen. Ein Ensemble bergischer Fachwerkhäuser hat sich erhalten, Bauten der alten Klosteranlage werden landwirtschaftlich oder zu Wohnzwecken genutzt.

## Geschichte
Cyriax wurde erstmals im Jahr 1256 als ecclesia s[ancti]. Ciriaci (lat.: Kirche des heiligen Cyriacus) urkundlich erwähnt, 1353 folgt eine Erwähnung als ad s. Cyriacum (lat.: beim heiligen Cyriacus). Der Ort wurde nach dem heiligen Cyriacus benannt, ein auch sonst im Rheinland häufig vorkommender Weiheheiliger.
Dort soll eine dem Heiligen geweihte Gnadenkapelle gestanden haben, die von Prozessionen und Einzelpilgern stark besucht wurde und der zahlreiche Wunder nachgesagt wurden. Daher schien der Abtei Siegburg unter Abt Gottfried II. die Stelle als Standort für eine Propstei geeignet. Die Gründung des Klosters erfolgte im Jahre 1256.
Die Topographia Ducatus Montani des Erich Philipp Ploennies, Blatt Amt Steinbach, belegt, dass der Ort eine Kapelle besaß, die als Cyriacy K.beschriftet ist. Carl Friedrich von Wiebeking benennt die Hofschaft auf seiner Charte des Herzogthums Berg 1789 als St. Cyriac Propstey. Aus ihr geht hervor, dass der Ort zu dieser Zeit Teil der Honschaft Heiliger im Kirchspiel Overath war.
Der Ort ist auf der Topographischen Aufnahme der Rheinlande von 1817 als Ciriax Kp. verzeichnet. Die Preußische Uraufnahme von 1845 zeigt den Wohnplatz unter dem Namen Ciriax. Ab der Preußischen Neuaufnahme von 1892 ist der Ort auf Messtischblättern regelmäßig als Ciriax, ab den 1950er-Jahren als Cyriax verzeichnet.
1803 wurde das Kloster aufgrund des Reichsdeputationshauptschlusses säkularisiert und die Klostergebäude wurden anschließend landwirtschaftlich genutzt.
1822 lebten 20 Menschen im als Pachtgut kategorisierten und Ziriak/Ciriax genannten Ort, der nach dem Zusammenbruch der napoleonischen Administration und deren Ablösung zur Bürgermeisterei Overath im Kreis Mülheim am Rhein gehörte. Für das Jahr 1830 werden für den als Ciriac bezeichneten Ort 23 Einwohner angegeben. Der 1845 laut der Uebersicht des Regierungs-Bezirks Cöln als Hof kategorisierte Ort besaß zu dieser Zeit zwei Wohngebäude mit 15 Einwohnern, alle katholischen Bekenntnisses. Die Gemeinde- und Gutbezirksstatistik der Rheinprovinz führt Ciriax 1871 mit fünf Wohnhäusern und 40 Einwohnern auf. Im Gemeindelexikon für die Provinz Rheinland von 1888 werden für Ciriax fünf Wohnhäuser mit 31 Einwohnern angegeben. 1895 besitzt der Ort fünf Wohnhäuser mit 32 Einwohnern, 1905 werden fünf Wohnhäuser und 33 Einwohner angegeben.

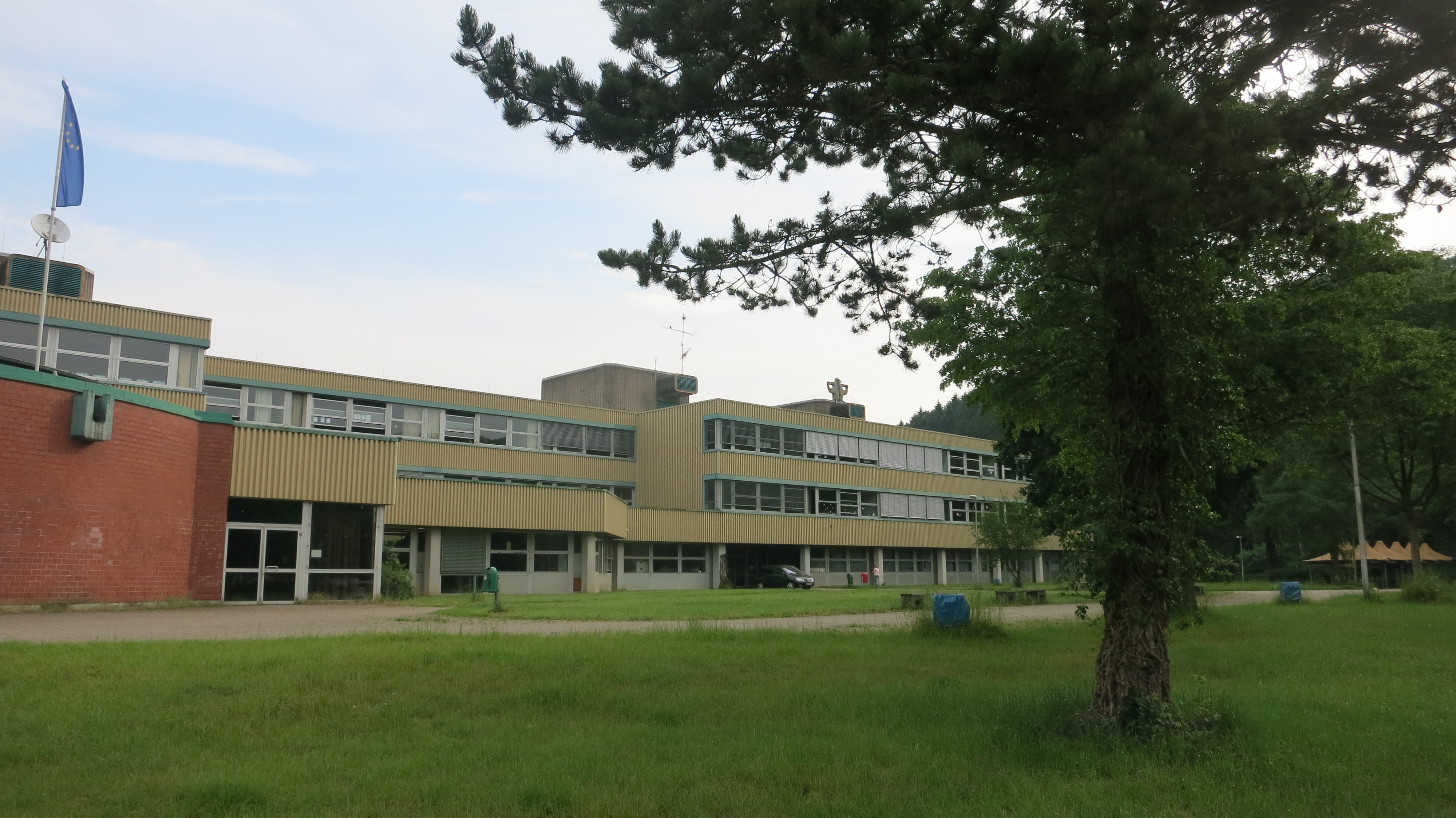
Schulzentrum Cyriax
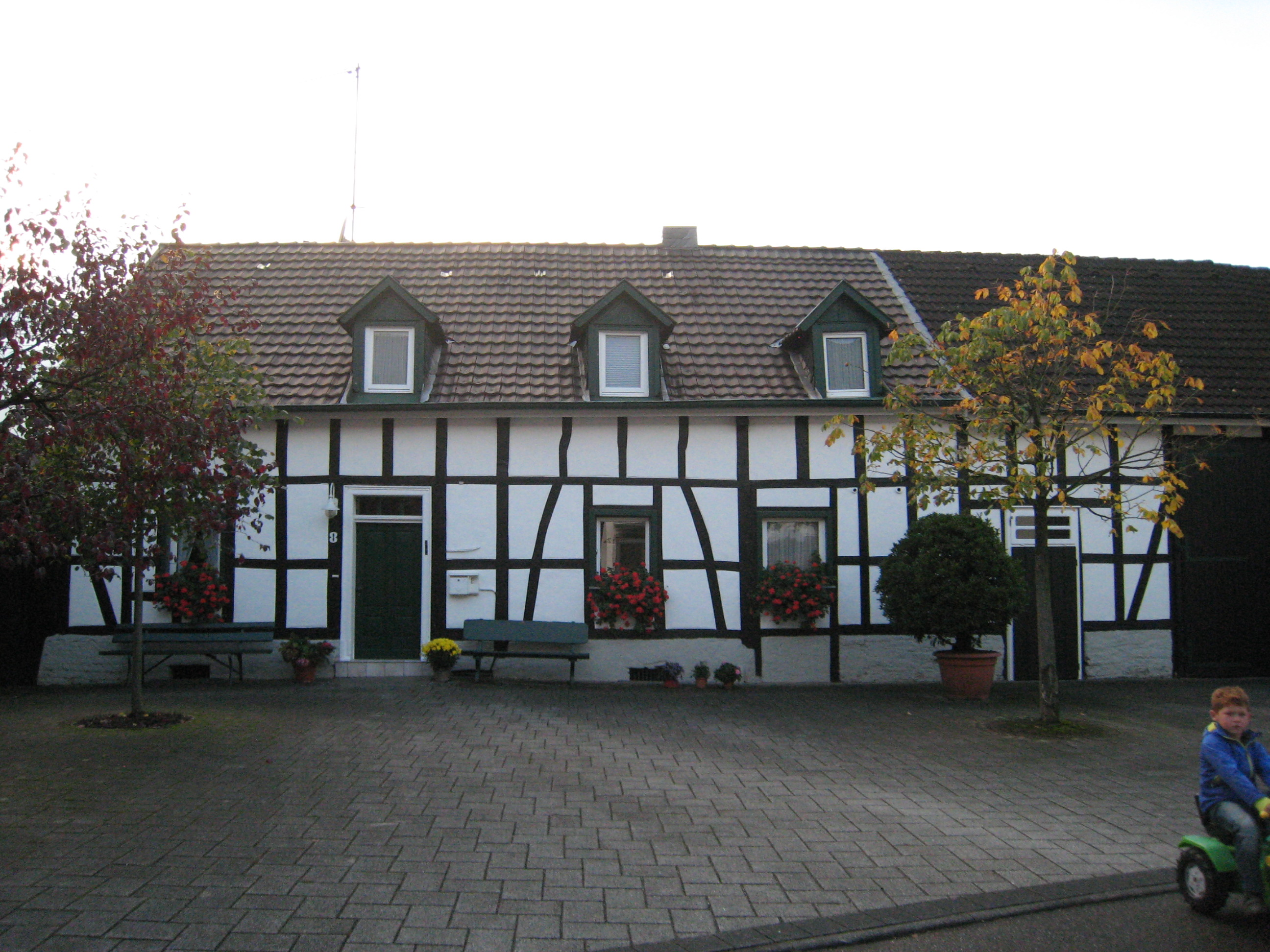
Fachwerkhaus Cyriax Nr. 8
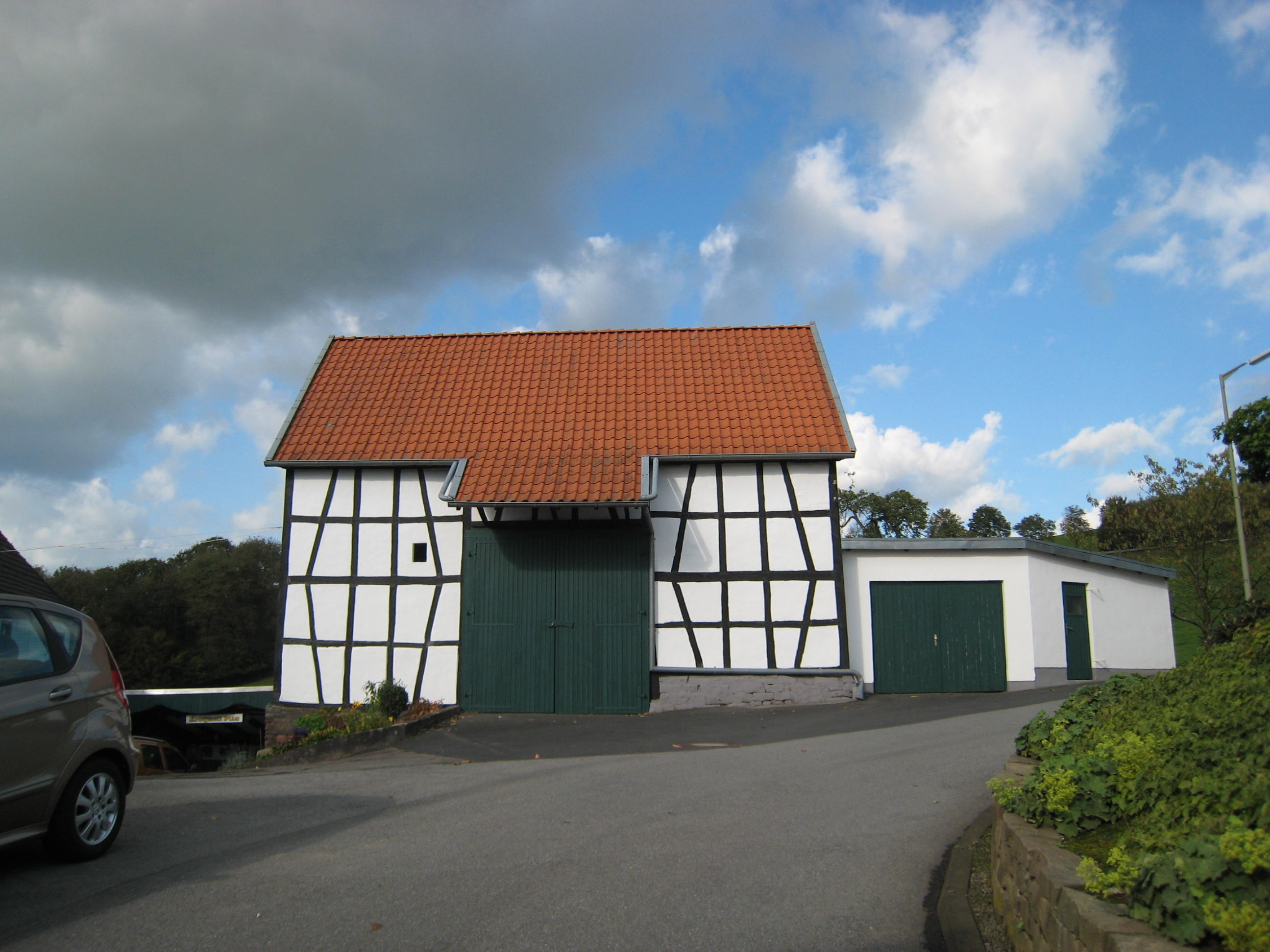
Fachwerk-Scheune
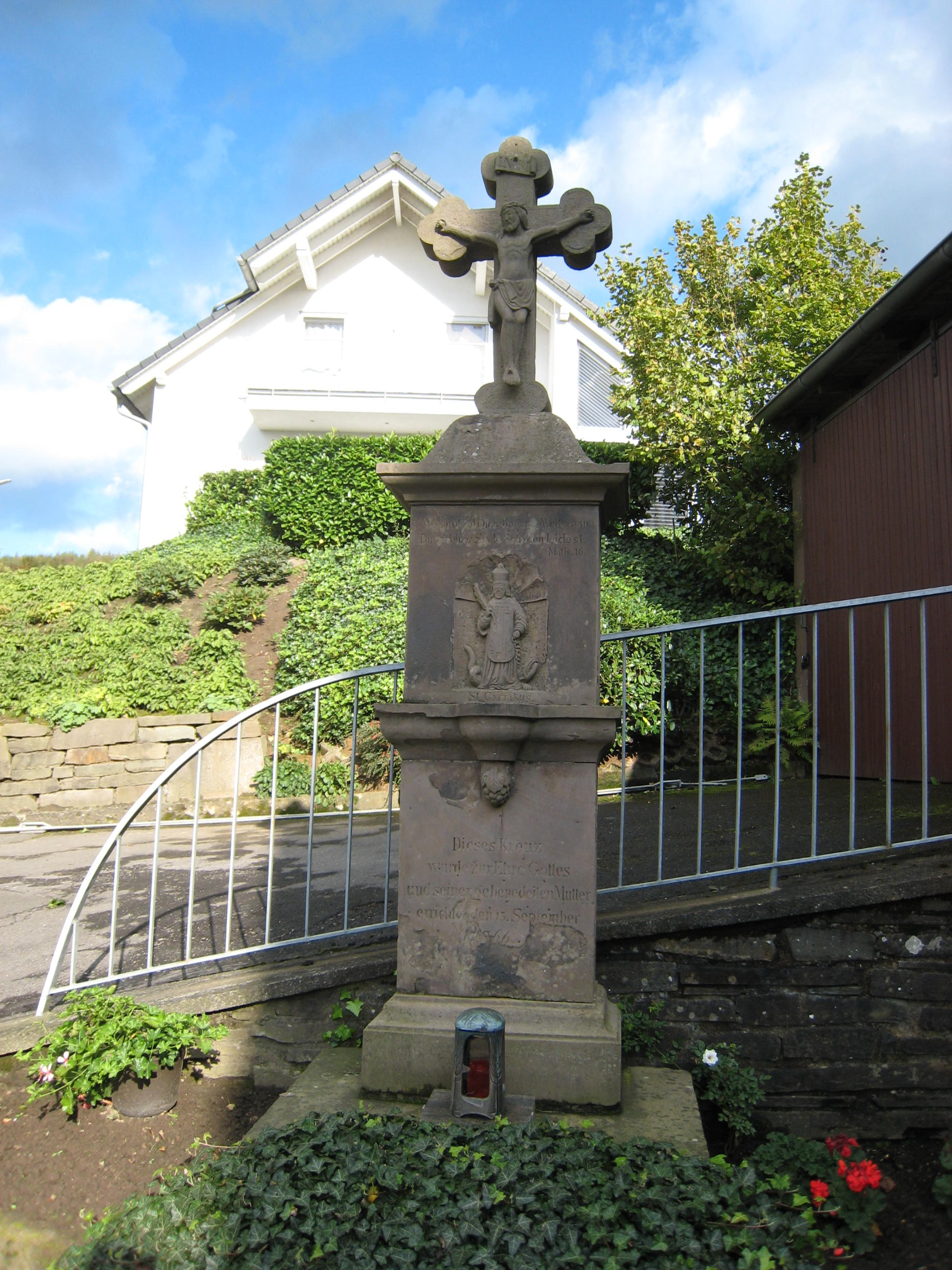
Sandstein-Wegekreuz